# Feketetorkú kolibri
A feketetorkú kolibri (Archilochus alexandri) a madarak (Aves) osztályának sarlósfecske-alakúak (Apodiformes) rendjébe, ezen belül a kolibrifélék (Trochilidae) családjába tartozó faj.

## Rendszerezése
A fajt Jules Bourcier és Martial Etienne Mulsant írták le 1846-ban, a Trochilus nembe Trochilus Alexandri néven.

## Előfordulása
Kanada, az Amerikai Egyesült Államok és Mexikó területén honos. Természetes élőhelyei a szubtrópusi és trópusi síkvidéki és hegyi esőerdők, száraz erdők és cserjések, valamint másodlagos erdők. Vonuló faj.

## Megjelenése
Átlagos testhossza 10 centiméter, szárnyfesztávolsága 11 centiméter, testtömege pedig 2–4 gramm.
|  |  |

## Életmódja
Rovarokkal és nektárral táplálkozik.

## Természetvédelmi helyzete
Az elterjedési területe rendkívül nagy, egyedszáma pedig növekszik. A Természetvédelmi Világszövetség Vörös listáján nem fenyegetett fajként szerepel.